# История социалистического движения в Великобритании
Социалистическое движение в Великобритании зародилось в XIX веке, но его корни берут начало после Английской революции. Представления о социализме в Великобритании принимали множество различных форм — от утопического филантропизма Роберта Оуэна до реформистского избирательного проекта, приведшего к зарождению Лейбористской партии.

## Происхождение
Реформация произошла в Британии позже, чем в большей части континентальной Европы. Как и в остальной Европе, реформация сопровождалась появлением либеральных мыслителей, таких как считающийся автором первой социалистической утопии Томас Мор, но ещё одним важным явлением стало появление радикальных пуритан, которые хотели реформировать как религию, так и нацию. Пуритане притеснялись как монархией, так и официальной церковью. В конце концов это давление вылилось в жестокую социальную революцию, известную как Английская революция или Гражданская война в Англии, которую многие марксисты рассматривают как первую в мире (наряду с нидерландской) успешную буржуазную революцию. Во время войны возникло несколько прото-социалистических групп. Самыми важными из этих групп были левеллеры, которые выступали за реформу избирательной системы, всеобщий суд присяжных, прогрессивное налогообложение, ликвидацию монархии и аристократии, а также цензуры. Разногласия между пуританами вылилось в противостояние между радикальными пуританами и пуританским правительством Оливера Кромвеля, причём последнее также преследовало умеренную реформистскую группу «Люди пятой монархии» и радикальную утопическую группу левеллеров «Диггеры».

## XIX век
Промышленная революция, переход от сельскохозяйственной экономики к индустриальной, началась в Великобритании более чем на 30 лет раньше, чем в остальном мире. Текстильные фабрики и угольные шахты возникали по всей стране, а разоряющиеся крестьяне были вынуждены работать на шахтах или фабриках Ланкашира и Уэст-Йоркшира. Ужасающие условия жизни рабочих в сочетании с сочувствием к Французской революции повернули некоторых интеллектуалов к социализму.
Деятельность валлийского радикала Роберта Оуэна в Нью-Ланарке (Шотландия) иногда считается рождением британского социализма. Он улучшил условия труда и жизни всех своих работников, а также прекратил нанимать детей младше 10 лет, вместо этого организовав их обучение. Кроме того, Оуэн лоббировал в парламенте вопрос о детском труде и помог создать кооперативное движение, прежде чем попытаться создать утопическое сообщество в Новой Гармонии.
Важной вехой в истории социалистического движения в Великобритании было создание профсоюзов. Профсоюзное движение постепенно развивалось из системы средневековых гильдий и цехов. До 1824 года профсоюзы часто подвергались суровым репрессиям, но несмотря на это были широко распространены в таких городах, как Лондон. Недовольство рабочих своим положением также проявилось в таких явлениях как луддизм и Радикальная война (или Шотландское восстание) в Шотландии в 1820 году, когда 60 000 рабочих объявили всеобщую забастовку, которая вскоре была подавлена.
Начиная с 1830 года неоднократно предпринимались попытки создать общенациональные профсоюзы, в первую очередь Великий национальный объединённый профсоюз Роберта Оуэна в 1834 году, который привлёк широкий круг социалистов от оуэнитов до революционеров. Члены объединения участвовали в протестах после дела «Толпаддлских мучеников», но вскоре оно распалось.
Многие профсоюзные активисты обратились к чартизму, цели которого поддержали большинство социалистов, хотя ни один из них, похоже, не играл ведущей роли в этом движении.
Промышленный кризис 1836 года привёл к росту безработицы, что стало причиной появления в Англии 1836—1848 годов социального и политического Чартистского движения, получившее имя от поданной в 1839 году парламенту петиции (англ. charter). Чартизм стал первым массовым революционным движением британского рабочего класса и его можно считать предтечей социал-демократии, хотя собственно социалистические идеи в нём были весьма слабы. Массовые митинги и демонстрации с участием рабочих и мелкой буржуазии проводились по всей стране.
Чартисты подготовили несколько петиций в британский парламент, которые подписало от 1,28 млн до 3 млн человек. Самая известная из них называлась «Народной хартией» (англ. People's Charter), в которой требовалось ввести:
1. Всеобщее избирательное право для мужчин старше 21 года.
2. Тайное голосование.
3. Отмена имущественного ценза для депутатов парламента.
4. Вознаграждение для депутатов парламента.
5. Равные по числу избирателей избирательные округа.
6. Годичный срок парламентских полномочий.

Выдвигались чартистами и другие требования, имевшие экономический и социальный характер.
Впоследствии правительство подвергло чартистов репрессиям и арестовало их лидеров. Оставшиеся на свободе раскололись из-за разногласий в тактике на Партию моральной силы (англ. Moral Force Party), которая верила в бюрократический реформизм, и Партию физической силы (англ. Physical Force Party), верившей в реформизм снизу от рабочего класса (посредством забастовок и так далее). Репрессии властей, разногласия лидеров и промышленное оживление 1843—1846 годов казалось бы покончили с чартизмом, но новый промышленный кризис 1847 года, рост безработицы и революция в Париже в 1848 году заставили чартизм вновь оживиться, но лишь на время. Вскоре движение окончательно сошло на нет.
Цели чартистов, хотя и не сразу и напрямую, постепенно были достигнуты. В 1842 года британский парламент запретил женщинам и девочкам любого возраста работать под землей и ввёл минимальный возраст для мальчиков, занятых в горнодобыче. В том же году был введён подоходный налог, в 1846 году были отменены хлебные пошлины, а фабричный закон 1847 года установил 10-часовой рабочий день для женщин и детей.
Начиная с 1850-х годов профсоюзное движение вышло на новый уровень развития, значительно усилившись, но частично утратив радикализм. В 1860 году был основан Лондонский совет профсоюзов, объединивший столичных профсоюзных деятелей, а беспорядки в Шеффилде стимулировали создание в 1868 году Конгресса тред-юнионов, который стал общебританским координационным центром профсоюзов. Количество членов профсоюзов росло по мере того, как неквалифицированные работники и женщины объединялись в профсоюзы, а социалисты, такие как Том Манн, играли в профсоюзном движении всё более заметную роль.
Возникновение нонконформистских религий, в частности методизма, сыграло большую роль в развитии профсоюзов и британского социализма. Влияние радикальных церквей сильно ощущалось среди части промышленных рабочих, особенно горняков и жителей Уэльса и Севера Англии.
Первая группа, назвавшая себя христианскими социалистами, образовалась в 1848 году под руководством Фредерика Денисона Мориса. В её состав в основном входили чартисты. Группа просуществовала недолго, но в 1880-х годах возникли сразу несколько групп христианских социалистов. В 1893 году и растущее разочарование профсоюзов в Либеральной партии приводят к созданию Независимой рабочей (лейбористской) партии, в руководстве которой доминировали христианские социалисты, включая Джеймса Кейра Харди.

### Первые лейбористы
Лига реформ, которая была основана в 1865 году для того, чтобы добиваться всеобщего избирательного права для мужчин и тайного голосования, незадолго до парламентской реформы 1867 года ограничила своё требование об избирательном праве фразой «зарегистрированные и проживающие» (англ. registered and residential), тем самым исключив большое количество британских рабочих, а также временных рабочих и безработных. Изменение политики произошло под влиянием политиков Либеральной партии. Маркс писал, что он и Энгельс были «преданы […] Лигой реформ, которая, вопреки нашему желанию, [Кремер и Одер] пошли на компромиссы с буржуазией».
Несмотря на противоречия между Либеральной партией и лидерами рабочего движения возникло тесное сотрудничество, хотя Маркс видел в этом подкуп со стороны буржуазии и правительства. Акт о реформе 1867 года предоставил избирательные права примерно трём миллионам человек, около половины из которых составляли рабочие. Акт о народном представительстве 1884 года увеличил британский электорат до пяти миллионов человек, расширив права домовладельцев. Либеральную партию беспокоила перспектива того, что социалисты получат основную часть голосов рабочего класса, в то время как их главные соперники, консерваторы, время от времени инициировали интриги, чтобы побудить социалистических кандидатов выступить против либералов.
В 1874 году либералы согласились не выдвигать кандидатов против Томаса Берта и Александра Макдональда, двух лидеров горняков, баллотировавшихся в парламент. Оба были избраны, положив начало движению «либерал-лейбористов» (Liberal-Labor или Lib-Labs). Позднее в парламент при поддержке либералов прошли и другие профсоюзные лидеры. Группа «либерал-лейбористов» в Палате общин просуществовала до 1918 году и на пике в 1885 году насчитывала двенадцать депутатов.
В 1888 году шотландский писатель и журналист Роберт Каннингем-Грэм, двумя годами ранее избранный в Палату общин от Северо-Западного Ланаркшира, покинул Либеральную партию и сформировал Шотландскую лейбористскую партию, став первым депутатом-социалистом в парламенте Соединённого Королевства.
На выборах 1892 года Кейр Харди, другой либеральный политик и соучредитель Шотландской лейбористской партии, был избран как независимый лейбористский депутат и в 1893 году основал Независимую лейбористскую партию.

### Марксизм в Великобритании
Отцы социал-демократии и коммунизма, Карл Маркс и Фридрих Энгельс, много лет работали в Англии и оказали влияние на небольшие группы эмигрантов, включая и созданный ими Союз коммунистов. Энгельс в своей работе 1845 года «Положение рабочего класса в Англии» доказывал, что промышленная революция ухудшила условия жизни рабочих. Книга пользовалась популярностью, но изначально марксизм не имел большого влияния на рабочий класс Великобритании.
Первой номинально марксистской организацией была Социал-демократическая федерация, основанная в 1882 году. Энгельс отказался поддерживать организацию, хотя дочь Маркса Элеонора присоединилась к ней. Вскоре федерация раскололась. Первым, в конце 1884 года, её покинул из-за разногласий с руководителем федерации Генри Гайндманом Уильямом Моррисом. В январе 1885 года Моррис, Эдуард Эвелинг, дочь Маркса и жена Эвелинга Элеонора Маркс создали Социалистическую лигу, в которую вошли представители левого крыла СДФ и анархисты. Гораздо более поздний раскол породил Соцпартию Великобритании, старейшую существующую социалистическую партию страны, и Социалистическую рабочую партию. Сама же Социал-демократическая федерация в конце концов была преобразована в Британскую соцпартию, которая в 1920 году стала основой для создания Компартии Великобритании, крупнейшей коммунистической организации в истории страны.
Хотя марксизм имел некоторое влияние в Великобритании, оно было гораздо меньшим, чем во многих других европейских странах, причём такие философы, как Джон Рёскин и Джон Стюарт Милль, имели гораздо большее влияние. Некоторые немарксисты предполагают, что это произошло потому, что Британия была одной из самых демократических стран Европы того периода, урна для голосования служила реальным инструментом для перемен, поэтому парламентский реформистский социализм казался более многообещающим путём, чем где-либо ещё.

## XX век
В начале XX века в Великобритании появилось несколько социалистических групп и движений. Наряду с Независимой лейбористской партией и Социал-демократической федерацией в период с 1890-х по 1930-е годы существовало массовое движение вокруг газеты Роберта Блэтчфорда The Clarion; более интеллектуальное Фабианское общество; и более радикальные группы, такие как Социалистическая лейбористская партия.
В 1900 году представители различных профсоюзов, Независимой лейбористской партии, Фабианского общества и Социал-демократической федерации договорились объединиться для участия в выборах и дальнейшей совместной работы в парламенте. Так был создан Комитет рабочего представительства во главе с Кейром Харди, послуживший основой для создания Лейбористской партии, вскоре ставшей ведущей силой социалистического движения в Великобритании. На выборах 1900 года Комитет рабочего представительства получил только два места, а Социал-демократическая федерация вышла из его состава, зато к комитету присоединились ряд профсоюзов.
Готовясь к выборам 1906 года Комитет преобразовался в Лейбористскую партию и заключил предвыборный пакт с либералами, намереваясь нанести максимальный ущерб правительству юнионистов на предстоящих выборах. В результате в Палату общин были избраны уже 29 депутатов от лейбористов.
Кампания за право женщин голосовать в Великобритании началась в ещё середине XIX века. Многие первые участники кампании, например, Элеонора Маркс, были социалистами, но многие, в том числе Роберт Блэтчфорд и Эрнест Бакс, выступали против движения или игнорировали его. К началу XX века кампания стала более массовой и радикальной, но некоторые из лидеров суфражисток не хотели вовлекать в неё женщин из рабочего класса. Сильвия Панкхерст одной из первых стала вести кампанию за право голоса для женщин в лондонском рабочем районе Ист-Энд и в конечном итоге создала Социалистическую федерацию рабочих.
Сторонники революционного синдикалиста Даниэля Де Леона в Социал-демократической федерации, главным образом в Шотландии, раскололись и в 1903 году образовали Социалистическую лейбористскую партию (СЛП). Их соратники-импоссибилисты в следующем году также отделились от СДФ и сформировали Социалистическую партию Великобритании, которая всё ещё существует. Оставшиеся члены СДФ попытались сформировать широкую марксистскую партию, назвав её Британская социалистическая. СЛП и БСП оказали заметное влияние на профсоюзное движение, которое особенно проявилось во время эпохи «Красного Клайдсайда» (1910—1930). Социалисты, такие как Джон Маклин, проводили забастовки и демонстрации за улучшение условий труда и 40-часовую рабочую неделю.
Начавшаяся в 1914 году Первой мировой войны расколола социалистическое движение в Великобритании. Большинство видных деятелей как Лейбористской, так и Британской социалистической партий с энтузиазмом поддержали руководство своей страны в войне. В то же время часть социалистов выступили против войны. Особенно много «интернационалистов» (противников войны) было в рядах БСП, где они даже образовали новое антивоенное руководство.

### Межвоенный период
Растущее профсоюзное движение профсоюзов беспокоило многих правых, считавших, что социалисты разжигают большевистскую революцию в Великобритании. Но на деле прокоммунистические настроения взяли верх лишь в БСП, которую к тому момента покинуло правое крыло, и ряде мелких радикальных групп, которые и объединились, образовав в 1920 году Коммунистическую партию Великобритании (КПВ). КПВ с самого начала ориентировалась на Москву и была лояльна линии Коминтерна, в частности, именно британские коммунисты предложили исключить Льва Троцкого из Коммунистического интернационала. Возглавивший партию в 1929 году Гарри Поллит начал изгонять из неё троцкистов.
Тем временем Лейбористская партия продолжала расти по мере того, как ширилось профсоюзное движение и избиралось всё больше лейбористских депутатов. В 1918 году был принят новый партийный устав, в который вошла статья IV, призывавшая к «общей собственности» в ключевых отраслях. Благодаря успеху на выборах 1923 года лейбористы смогли сформировать своё первое правительство во главе с Рамси Макдональдом. Впрочем, лейбристское правительство меньшинства просуществовало недолго и в 1924 году было отправлено в отставку после публикации печально известного «Письма Зиновьева», которое использовалось как доказательство связей лейбористов с Советским Союзом. Позже выяснилось, что это подделка.
В 1926 году британские горняки объявили забастовку из-за ужасающих условий труда. Уже вскоре она переросла во всеобщую стачку, которая стала крупнейшей в истории британского рабочего движения. Всеобщая стачка продолжалась всего десять дней и была прекращена. Горняки пытались бастовать в одиночку, однако без поддержки других рабочих они не смогли отстоять свои требования, и через семь месяцев им пришлось вернуться к работе, согласившись на увеличение рабочего дня и снижение заработной платы.
В 1920-е годы британский экономический историк Ричард Генри Тоуни, чьи устремления были связаны с идеалами христианского, фабианского и гильдейского социализма, заложил основы этического социализма, вариант либерального социализма. Этический социализм стал важной частью идеологии Лейбористской партии. О своей приверженности этическому социализму публично говорили премьеры-лейбористы Рамси Макдональд, Клемент Эттли и Тони Блэр.
Лейбористы снова сформировали правительство меньшинства во главе с Макдональдом в 1929 году, но после краха фондового рынка в том же году страну охватила Великая депрессия. В 1931 году Макдональд и несколько его сторонников согласились сформировать национальное правительство совместно с консерваторами и частью либералов. Большинство лейбористов сочло это предательством и изгнало их, после чего Макдональд основал Национальную лейбористскую организацию.
Великая депрессия опустошила промышленные районы Северной Англии, Уэльса и Центральной Шотландии, а марш безработных против безработицы и бедности из Джарроу на северо-востоке в Лондон определил этот период.
Освальд Мосли был восходящей звездой Консервативной партии, но покинул её из-за репрессивной политики в Ирландии и в конце концов присоединился к лейбористам. Там Мосли быстро сделал карьеру и во время Великой депрессии вошёл в правительство, где ему было поручено бороться с безработицей. Мосли предложил сформировать комитеты кабинета министров для решения конкретных вопросов политики, рационализации и механизации в промышленности, чтобы сделать её более конкурентоспособной, а также программу общественных работ. Хотя предложения Мосли являлись прообразом кейнсианской политики, которая будет принята более поздними правительствами, для того времени они были слишком радикальными, и как лейбористское правительство, так и партия отвергли его идеи. В ответ в 1931 году Мосли основал Новую партию, к которой присоединились ещё четыре лейбористских депутата. Новая партия не смогла получить ни одного места на выборах 1932 года. Впоследствии Мосли стал поддерживать фашизм и объединил свою партию с несколькими ультраправыми группами, сформировав Британский союз фашистов.
Независимая лейбористская партия (НЛП) вышла из Лейбористской партии в 1932 году в знак протеста против подрыва независимости своих депутатов. На какое-то время они превратились в значительную левую рабочую силу.
В 1936 году Гражданская война в Испании рассматривалась многими социалистами как борьба против фашизма, победить в которой было жизненно необходимо. Многие члены КПВ и НЛП отправились сражаться за Республику вместе с руководимыми сталинистами интербригадами и троцкистами из ПОУМ, включая Джорджа Оруэлла, который написал о своём испанском опыте в книге «Памяти Каталонии».

### Вторая мировая война
Руководство Лейбористской партии всегда поддерживало участие Великобритании во Второй мировой войне, с самого начала присоединившись к национальному правительству с консерваторами и либералами и согласившись на пакт о недопущении конкуренции на выборах. КПВ сначала поддержала войну, но после того, как СССР заключил договор о ненападении между с III Рейхом, выступила против неё. После нацистского вторжения в Советский Союз КПВ вновь поддержала участие Великобритании в войне, присоединилась к пакту о недопустимости конкуренции на выборах и сделала всё, что могла для предотвращения забастовок. Но забастовки всё же имели место, и они были поддержаны Независимой лейбористской партией и троцкистами из Революционной компартии.
К всеобщему удивлению, Лейбористская партия во главе с заместителем премьер-министра военного времени Клементом Эттли одержала убедительную победу над популярным военным лидером Уинстоном Черчиллем на выборах 1945 года, получив возможность реализовать свою социал-демократическую программу по созданию государства всеобщего благосостояния. Так, лейбористы создали Национальную службу здравоохранения и национализировали некоторые отрасли (например, угледобычу).
Популярность КПВ также выросла на фоне советских успехов и в 1945 году партия зафиксировала свой лучший результат в истории, добившись избрания сразу двух депутатов, одного в Лондоне, а другого в Файфе.

### 1960-е—1970-е
В начале 1960-х годов организация Кампания за ядерное разоружение набрала достаточно популярности, чтобы влиять на политику Лейбористской партии, но вскоре всё изменилось. Вьетнамская война, которую безоговорочно поддержал премьер-лейборист Гарольд Вильсон, радикализировала новое поколение. Были организованы значительные антивоенные акции протеста. Троцкистские группы, такие как Международная марксистская группа и Кампания солидарности с Вьетнамом, приобрели известность и вляиние, в том числе благодаря поддержке таких влиятельных интеллектуалов, как Тарик Али из ММГ.
После вторжения Советского Союза в Чехословакию в 1968 году КПВ раскололась на прокремлёвскую, прокитайскую и еврокоммунистическую. Партия пережила ряд расколов, в результате которых её постепенно покинули маоистские и антиревизионистские группы. Уже в том же 1968 году маоисты объединились в Коммунистическую партию Великобритании (марксистско-ленинскую). Позже в 1977 году прокремлёвски настроенные антиревизионисты сформировали Новую коммунистическую партию.
В 1969 году лейбористское правительство Вильсона представило белую книгу In Place of Strife, предусматривающую предотвращение забастовок путём введения обязательного арбитража. Против выступили многие профсоюзные деятели, в том числе министр внутренних дел Джеймс Каллагэн; вскоре он был уволен. Позднее законопроект, принятый консервативным правительством Эдварда Хита, вызвал сопротивление со стороны профсоюзных активистов, многие из которых были близки к КПВ, и привёл к успешной забастовке британских шахтёров в 1974 году. Спор о Грюнвике (1976—1978) и «Зима недовольства» (1978—1979) нанесли серьёзный ущерб репутации Лейбористской партии. Трудовые конфликты наложившись на неудачи в экономике привели к победе в 1979 году экономических либералов из Консервативной партии во главе с Маргарет Тэтчер, что в конечном итоге положило конец послевоенному консенсусу.

### 1980-е
После поражения лейбористов в 1979 году Джим Каллагэн тщетно пытался примирить левое крыло партии во главе с Тони Бенном и правое во главе с Роем Дженкинсом. В 1980 году Лейбористская партия погрязла во фракционных спорах и Каллагэн в конце того же года ушёл с поста лидера. Партию возглавил Майкл Фут, левый, который к тому времени дистанцировался от Бенна. В следующем году Денис Хили с небольшим перевесом выиграл пост заместителя лидера в соревновании с Беном.
В 1981 году тридцать депутатов от правого крыла Лейбористской партии покинули её, чтобы основать Социал-демократическую партию (СДП), которая вскоре заключила предвыборный союз с Либеральной партией, и опросы общественного мнения на короткое время показали, что новый альянс способен выиграть всеобщие выборы.
На выборах 1983 года Тэтчер извлекла выгоду из возросшей популярности в результате успешной Фолклендской войны и лейбористского манифеста, который депутат от Лейбористской партии Джеральд Кауфман назвал «самой длинной предсмертной запиской в истории». Лейбористы потерпели самое сильное поражение на выборах в своей истории с 1935 года, получив всего 209 мандатов. Многие бывшие избиратели лейбористов в этот раз проголосовали за альянс СДП и либералов. Альянс вплотную подошёл к лейбористам по количеству голосов, но получил в 2,2 раза меньше мандатов из-за ограничений мажоритарной системы относительного большинства.
После выборов 1983 года новым лидером лейбористов стал Нил Киннок, долгое время связанный с левым крылом партии. К тому времени Лейбористская партия была разделена на фракции между правыми, включая Хили и заместителя лидера Роя Хэттерсли, «мягкими левыми», группирующимся вокруг журнала Tribune, и «жёсткими левыми», связанными с Бенном и недавно образованной Группы социалистической кампании.
Троцкисты из «Воинствующей тенденции», боровшиеся за контроль над Лейбористской партии изнутри, постепенно наращивали свой авторитет. К 1982 году они контролировали городской совет Ливерпуля и были представлены во многих избирательных округах. В ответ руководство лейбористов начало исключать троцкистов, начав с «редакционной коллегии» их газет, по сути, их Центрального комитета. Возрождение муниципального социализма какое-то время казалось для многих левых решением проблемы гегемонии консерваторов. Наибольшее внимание привлёк Совет Большого Лондона, возглавляемый левым лейбористом Кеном Ливингстоном, который казался действительно новаторским для своей базы поддержки, но Совет был упразднён консерваторами в 1986 году.
Определяющим событием 1980-х годов для британских социалистов стала забастовка горняков 1984—1985 годов. Шахтёры из Национального союза горняков, возглавляемого Артуром Скаргиллом, выступили против решения правительство о закрытии угольных шахт. Несмотря на поддержку жителей угледобывающх районов, в том числе жён шахтеров, объединившихся в организацию «Женщины против закрытия шахт», забастовка в конечном итоге была проиграна, в том числе, из-за раскола профсоюзов. Консерваторы начали широкую приватизацию государственных предприятий. Выборы 1987 года лейбористы проиграли с большим отрывом, хотя им удалось значительно сократить консервативное большинство.

### 1990-е
В 1989 году в Шотландии и в 1990 году в остальной части Великобритании консерваторы ввели крайне непопулярный подушный налог. Впервые за десятилетие социалисты смогли организовать эффективную оппозицию, кульминацией которой стал «Бунт против подушного налога» весной 1990 года. Помимо беспорядков началась забастовка налогоплательщиков, которые отказывались платить подушный налог. Консервативная партия впервые с 1979 года дважды подряд потерпела поражение на выборах: в мае на европейских выборах и чуть позже — на местных. Недовольство налогом оказалось столь велико, что в конце концов собственная партия Маргарет Тэтчер вынудила её уйти в отставку 22 ноября того же года. Новым лидером партии и главой правительства стал Джон Мэйджор, отменивший подушный налог в 1991 году.
Коммунистическая партия Великобритании распалась в 1991 году, хотя газета британских коммунистов Morning Star продолжала издаваться, поддерживая Коммунистическую партию Британии, основанную в 1988 году марксистами-ленинистами, которые стремились сохранить партию от предстоящего роспуска под руководством еврокоммунистов. В свою очередь еврокоммунисты, которые контролировали партийный журнал Marxism Today, сформировали свою организацию Демократическая левая.
В преддверии выборов 1992 года опросы показали, что парламент может быть подвешенным, но, возможно было и небольшое лейбористское большинство — хотя партия сохраняла своё лидерство в опросах общественного мнения, некоторые опросы показали рост популярности тори, несмотря на углубляющуюся рецессию. В результате, консерваторы во главе с Джоном Мейджором выиграли четвёртые выборы подряд с большинством в 21 место. Это было связано как с преждевременным празднованием победы лейбористами, так и с агитационной кампанией тори Tax Bombshell, в ходе которой запугивали избирателей неизбежным увеличением налогов, если лейбористы придут к власти. За этим поражением последовала отставка Киннока после почти десятилетнего пребывания на посту лидера. И, как это случилось после поражения на выборах 1959 года, широкая общественность и СМИ сомневались в том, можно ли снова избрать лейбористское правительство, поскольку оно потерпело неудачу даже на фоне рецессии и роста безработицы. Впрочем, уже через несколько месяцев после выборов 1992 года лейбористы вновь вышли вперёд в опросах общественного мнения, чему способствовало экономическое фиаско в «Чёрную среду».
В мае 1994 года Лейбористскую партию взглавил Тони Блэр. Он немедленно добился поправок в Статью IV партийного устава, отказавшись от традиционной для лейбористов приверженности государственной собственности в ключевых отраслях промышленности и коммунальных услуг, наряду с другими социалистическими мерами. Многие члены партии и некоторые профсоюзы были недовольны предложенными изменениями, но в конце концов большинство согласилось на новый пункт, объявляющий лейбористов «демократической социалистической партией».
Некоторые лейбористы, такие как Артур Скаргилл, расценили смену идеологической ориентации как предательство и покинули партию. Скаргилл сформировал Социалистическую лейбористскую партию (SLP), которая первоначально привлекла некоторую поддержку, большая часть которой перешла к Социалистическому альянсу (СА) после его образования, но в 2005 году СА был распущен, а SLP окончательно растеряла сторонников.
Шотландская социалистическая партия оказалась более успешной и даже имела представителей в Парламенте Шотландии, а Кен Ливингстон, выступив против официального кандидата от Лейбористской партии, сумел стать мэром Лондона. Ливингстон был повторно принят в Лейбористскую партию как раз к своему переизбранию в 2004 году.
Изменение партийной идеологии и вызванные этим разногласия в партии не мешали растущей популярности лейбористов, несмотря на тот факт, что при консервативном правительстве Мейджора экономика снова росла, а безработица падала. Популярности лейбористов в какой-то мере способствовал тот факт, что консерваторов раскололись по европейскому вопросу. Неограничившись сменой идеологии, Блэр и его сторонники в 1996 году начали PR-кампанию по ребрендингу партии под лозунгом «Новые лейбористы, новая жизнь для Великобритании» (англ. New Labour, New Life for Britain). Партия также ввела списки только для женщин на определённые места и центральную проверку кандидатов в парламент, чтобы гарантировать, что её кандидаты будут рассматриваться как действующие. Лейбористы победили на выборах 1997 года с подавляющим большинством в 179 мест; показав свой лучший на сегодняшний день результат в истории.

## XXI век
Международное антиглобалистское движение стало важной частью социалистического движения в Великобритании в XXI веке, и многие видят его отражение в противодействии значительной части населения войне в Ираке 2003 года.
В начале 2000-х годов семь лидеров небольших профсоюзов, входивших в Генеральный совет Конгресса тред-юнионов, создали неформальную группу профсоюзных деятелей, прозванную Awkward squad. Члены группы разделяли левые взгляды и выступали против экономической политики новых лейбористов. В то же время, группа была разделена на тех, кто хотел «вернуть» Лейбористскую партию к социализму, и тех, кто хотел порвать с лейбористами и построить новое социалистическое движение. Некоторые из последних поддерживали другие партии, в том числе Шотландскую социалистическую и Respect.
Несколько второстепенных социалистических партий объединились в 2003 году, чтобы сформировать Альянс за зелёный социализм, социалистическую партию, которая проводит кампании по широкому спектру направлений, включая: экономические, экологические и социальные. В 2004 году внутри Лейбористской партии была образована группа давления под названием Комитет рабочего представительства.
В январе 2004 года была создана коалиция Respect, позже преобразованная в партию с тем же названием. Коалиция была создана на фоне нарастающих социальных проблем и участия Великобритании в войны в Ираке, чтобы мобилизовать граждан на антивоенные протесты. Помимо проблемы войны, инициаторы коалиции хотели «обеспечить всеобъемлющую и содержательную альтернативу приватизации». Таким образом, с самого начала в партии имелась широкая социалистическая повестка дня. Respect объединил под знамёнами борьбы за социальную справедливость и против войны и неолиберального капитализма часть левых радикалов и левых лейбористов вроде Джорджа Галлоуэя, исключённого из Лейбористской партии в октябре 2003 года из-за его спорных заявлений о войне в Ираке,, профсоюзных и общественных деятелей — от кинорежиссёра-троцкиста Кена Лоуча до представителей Мусульманского совета Великобритании.
В 2005 году Галлоуэй был избран членом парламента от коалиции Respect, победив действующего депутата от лейбористов Уну Кинг. В отличие от Галлоуэя, Кинг решительно поддерживала вторжения в Ирак в 2003 году. В 2007 году коалицию покинула Социалистическая лейбористская партия. В 2010 году Галлоуэй финишировал лишь третьим, пропустив вперёд консерватора и лейбориста. После двухлетнего отсутствия в Палате общин, Галлоуэй вернулся в неё после победы на дополнительных выборах в Брадфорде в 2012 году., но проиграл лейбористу на выборах 2015 года. На протяжении 2010-х годов Respect покинули ряд ведущих членов, что отрицательно сказалось на популярности партии.
Лейбористская партия потерпела поражение на выборах 2010 года после провала переговоров о формировании коалиционного соглашения с либеральными демократами. За тринадцать лет у власти лейбористы скорректировали профсоюзное законодательство, реформированное предыдущими консервативными правительствами, и национализировали несколько ведущих банков, столкнувшихся с крахом во время рецессии 2008—2009 годов при премьерстве Гордона Брауна. Консерваторы вернулись к власти, сформировав коалиционное правительство с либеральными демократами; первый случай за 36 лет.
В марте 2009 года для участия в европейских выборах была создана коалиция левых евроскептиков «No2EU – Yes to Democracy» (No2EU), в которую вошли Альянс за зелёный социализм, Коммунистическая партия Британии, Индийская рабочая ассоциация, возрождённая Либеральная партия, Социалистическая партия Англии и Уэльса и Солидарность — Шотландское социалистическое движение. Коалиция получила официальную поддержку профсоюза железнодорожников, морских и транспортных рабочих (RMT), а возглавил её Боб Кроу, генеральный секретарь RMT. На выборах коалиция получила 1,0 % голосов. В январе следующего года для участия в выборах в Палату общин 2010 года была сформирована Коалиция профсоюзов и социалистов (TUSC). Среди основателей были всё тот же Боб Кроу, Брайан Кэйтон, генеральный секретарь профсоюза работников тюрем, исправительных и психиатрических заведений, и Крис Боуг, помощник генерального секретаря профсоюза государственных служащих. Ядро руководящего комитета составили члены правления RMT и троцкисты из Соцпартии Англии и Уэльса, включая Боба Кроу. В коалицию также вошли Социалистическая лейбористская партия, которая одновременно выставляла кандидатов и под своим знаменем, RESPECT и ряд других профсоюзных и социалистических групп. RMT отказался официально поддержать новую коалицию TUSC, но предоставил своим отделениям право выдвигать и финансировать местных кандидатов как часть коалиции, а генеральный секретарь RMT Боб Кроу лично выступал перед активистами в поддержку создания новой коалиции.
В 2010 году новым лидером Лейбористской партии благодаря голосам профсоюзов стал Эд Милибэнд. Его избрание многими было воспринято как возвращение партии влево после эры «Нового лейборизма» (1994—2010), в правых СМИ Милибэнда даже прозвали «Красный Эд» (англ. Red Ed). Возглавив партию, Милибэнд смягчил свои позиции по некоторым вопросам, но остался верен таким идеям, как прожиточный минимум и 50-процентная ставка налога для богатых. В целом, Лейбористская партия при Милибэнде сосредоточилась на призывах к «ответственному капитализму», а не к социализму. Тогдашний теневой канцлер лейбористов Эд Боллз поддержал некоторые сокращения расходов, запланированные на 2015 и 2016 годы коалицией во главе с консерваторами, и был обвинён в планировании сокращения государственной пенсии. Всё это не добавляло популярности лейбористам.
В 2013 году режиссёр Кен Лоуч в свете успехов СИРИЗА в Греции, неудач предыдущих левых проектов, таких как Социалистический альянс, и недостатков Respect, выступил с призывом создать объединённую левую партию, которая могла бы заменить Лейбористскую партию, ушедшую от социализма в сторону неолиберализма. В ноябре 2013 года была создана партия «Левое единство».
Выборы 2015 года лейбористы проиграли, потерпев второе поражение подряд, а консерваторы во главе с Дэвидом Кэмероном впервые с 1992 года сформировали правительство большинства. Милибэнд ушёл в отставку с поста лидера партии после поражения.

График, показывающий количество индивидуальных членов Лейбористской партии без учёта аффилированных членов и сторонников

В августе 2015 года Лейбористская партия сообщила о 292 505 полноправных членах. По состоянию на декабрь 2017 года партия насчитывала около 570 000 полноправных членов, что делало её крупнейшей по членству политической партией в Западной Европе.
В сентябре 2015 года новым лидером Лейбористской партии был избран представитель антисистемного левого крыла партии Джереми Корбин, который идентифицирует себя как демократический социалист. Среди предложений Корбина были повышение налогов на богатых и прекращение корпоративных субсидий, национализация железных дорог, ликвидация ядерного оружия и сделать университетское образование бесплатным В выборах партийного лидера приняли участие 76,3 % имеющих право голоса, 59,5 % из них отдали голоса за Корбина
В 2016 году позиция Корбина по поводу Брэкзита привела к серьёзному внутрипартийному кризису и к досрочным выборам лидера партии, на которых Корбин одержал уверенную победу, набрав 61,8 % голосов.
18 апреля 2017 года премьер-министр Тереза Мэй объявила, что будет добиваться досрочных выборов в июне того же 2017 года. Корбин заявил, что его партия поддержит инициативу правительства о досрочных выборах. В результате за досрочные выборы проголосовали 522 из 650 членов Палаты общин. Некоторые опросы общественного мнения показали преимущество консерваторов над лейбористами на 20 пунктов до объявления выборов, ко дню выборов 2017 года это преимущество сократилось, но в итоге тори всё же получили большинство, пусть и относительное. Несмотря на то, что лейбористы проиграли третьи выборы подряд, они набрали 40 % голосов избирателей, что является наилучшим результатом партии с 2001 года. Кроме того, впервые с 1997 года Лейбористская партия добилась увеличения количества мандатов, проведя в парламент 262 человека, и достигла самого большого увеличения доли голосов на выборах с 1945 года. Сразу после выборов, несмотря на поражение, количество членов партии выросло на 35 000 человек.
12 декабря 2019 года состоялись внеочередным выборы, на которых лейбористы потерпели тяжелейшее поражение, получив 203 места в Палате общин из 650 — меньше, чем на выборах 1983 года, после победы Великобритании в Фолклендской войне при консервативном премьер-министре Маргарет Тэтчер. 13 декабря Корбин выступил с коротким заявлением по поводу четвёртого подряд поражения партии на парламентских выборах, объяснив катастрофу расколом внутри лейбористского электората по вопросу Брэкзита и не принеся извинений сторонникам партии за худший для неё исход выборов с 1935 года. Он также заявил о готовности уйти в отставку после избрания нового лидера.
4 апреля 2020 года в первом туре прямых выборов лидера партии победил Кир Стармер.

## Социализм и национализм
Ирландский, шотландский и валлийский национализм с самого начала социалистического движения был важным вопросом. Ещё в XIX веке левые либералы и социалисты призывали к ирландскому самоуправлению. Уже в XX веке шотландское самоуправление стало официальной политикой НЛП и Лейбористской партии до 1958 года. Известный шотландский политик-марксист Джон Маклин в 1920-х годах проводил кампанию за создание отдельной коммунистической партии в Шотландии. После того как КПВ отказалась поддерживать независимость Шотландии, Маклин сформировал Шотландскую рабочую республиканскую партию. Поэт и коммунист Хью Макдиармид, одна из ключевых фигур «шотландского Возрождения», был одним из первых членов левоцентристской Национальной партии Шотландии, которая в 1934 году в результате слияния с правоцентристской Шотландской партией образовала Шотландскую национальную партию. В 1940-х годах КПВ изменила свою позицию по шотландскому вопросу.
Первые националистические партии имели мало связи с социализмом, но к 1980-м годам они всё больше отождествлялись с левыми, так в 1981 году Партия Уэльса де-факто провозгласилf себя социалистической партией, объявив одной из своих целей построение «общинного социализма».
После создания делегированных парламентов Шотландии и Уэльса и Шотландская национальная партия, и Партия Уэльса столкнулись с вызовом со стороны социалистов. Шотландская социалистическая партия, образованная в 1998 году специально для выборов в воссозданный Шотландский парламент и которая также поддерживает независимость Шотландии, на выборах 2003 года набрала 6,7 % голосов избирателей и завоевала шесть мандатов, правда этот успех оказался первым и последним в истории партии. В 2003 году была основана валлийская социалистическая партия «Вперед, Уэльс» с менее агрессивной чем у шотландских социалистов программой. Провавлившись на европейских выборах 2004 года и на выборах Парламент Уэльса 2007 года, она не стала продлевать регистрацию.
Ирландский республиканизм получил поддержку социалистов в Великобритании. Предвыборные манифесты лейбористов 1983, 1987 и 1992 годов включали в себя обязательство содействовать объединению Ирландии по согласию.

### Референдум о независимости Шотландии
Референдум о независимости Шотландии, состоявшийся в 2014 году, разделил социалистов. Так, Шотландская социалистическая партия выступила за независимость Шотландии, утверждая, что «вырвать „синий“ из „Юнион Джека“ и демонтировать 300-летнее британское государство [будет] травматическим психологическим ударом для сил капитализма и консерватизма в Великобритании, Европе и США», и что он будет «почти таким же мощным по своему символизму, как распад Советского Союза в начале 1990-х». Представители партии также заявляли, что, хотя распад Соединённого Королевства не приведёт к «мгновенному социализму», но вызовет «решительный сдвиг в балансе идеологических и классовых сил».
За независимость также выступила часть профсоюзных активистов. В 2013 году отделение Профсоюза работников связи, охватывающее Эдинбург, Лотиан, Файф, Фолкерк и Стерлинг, заявило что независимость это «единственный путь вперёд для рабочих Шотландии» и о намерении «сделать всё, что в наших силах, чтобы обеспечить итог [Да]». В то же время, Шотландский конгресс профсоюзов отказался занять определённую позицию по референдуму, призвав к «дальнейшему подробному обсуждению» и объявив о консультациях и серии встреч. Другие левые секции отказались поддерживать националистическую позицию, выступив за единство рабочего класса или за критический подход к обеим сторонам. Такие кампании, как Socialism First и Red Paper Collective, были вызовом официальным кампаниям с обеих сторон, отстаивая позицию «класс выше нации».
Шотландские лейбористы объединились с консерваторами и либеральными демократами, чтобы вместе вести кампанию «Лучше вместе» против независимости Шотландии. Однако некоторые члены Шотландской лейбористской партии создали организацию «Лейбористы за независимость», группу давления, поддерживающую независимость Шотландии. Один из лидеров группы объяснил свою позицию чувством «разочарованности и предательства со стороны партии, которая больше не представляет ни их, ни народ Шотландии». После референдума о независимости основатель группы Аллан Гроган присоединился к Шотландской социалистической партии.

## Известные деятели
- Роберт Оуэн (1771—1858) — философ, педагог и социалист, один из первых социальных реформаторов XIX века.
- Уильям Моррис (1834—1896) — художник, поэт, прозаик, переводчик, издатель, социалист, теоретик искусства, основатель движения «Искусства и ремёсла».
- Анни Безант (1847—1933) — известный теософ, писатель и оратор, борец за права женщин, сторонница независимости Ирландии и Индии.
- Генри Мейерс Гайндман (1842—1921) — писатель и политик-социалист, основал в 1881 году первую в Великобритании левую политическую партию, был первым автором, популяризировавшим работы Маркса на английском языке.
- Джеймс Кейр Харди (1856—1915) — шотландский профсоюзный деятель и политик, один из основателей Лейбористской партии, её первый парламентский лидер (1906—1908).
- Джордж Бернард Шоу (1856—1950) — ирландский драматург и романист, лауреат Нобелевской премии в области литературы, общественный деятель, социалист-фабианец, сторонник реформы английской письменности, один из основателей Лондонской школы экономики и политических наук.
- Беатриса Вебб (1858—1943) — общественная деятельница, социолог, экономист, социальный реформатор и социалистка, член ряда правительственных комиссий по проблемам безработицы и положения женщин, историк и теоретик рабочего движения.
- Сидней Джеймс Вебб (1859—1947) — экономист и политический деятель социал-демократического толка, лидер фабианства, один из основателей Лондонской школы экономики и политических наук.
- Джеймс Рамсей (Рамси) Макдональд (1866—1937) — политический и государственный деятель, один из основателей и лидеров Лейбористской партии, первый в истории Великобритании премьер-министр-лейборист.
- Герберт Джордж Уэллс (1866—1946) — писатель-фантаст и публицист, сторонник фабианского социализма.
- Джон Маклин (1879—1923) — шотландский учитель и революционер (марксист, синдикалист и сторонник независимости Шотландии), одна из ключевых фигур так называемой эпохи «Красного Клайсайда», представитель Советской России в Шотландии.
- Эстелла Сильвия Панкхёрст (1882—1960) — суфражистка, социалист, а позже левая коммунистка и антифашистка.
- Джордж Дуглас Говард Коул (1889—1959) — общественный деятель, экономист, социолог, историк, писатель, теоретик гильдейского социализма[англ.], член Фабианского общества, сторонник кооперативного движения.